# Solanum hexandrum
Solanum hexandrum är en potatisväxtart som beskrevs av Vell. Solanum hexandrum ingår i släktet skattor som ingår i familjen potatisväxter. Inga underarter finns listade i Catalogue of Life.